# 馮昱
冯昱（?—?），隋朝将领。
冯昱多权谋，有武艺。杨坚初为丞相时，冯昱以行军总管与王谊、李威等讨伐叛乱的蛮族，将他们平定，拜为柱国。隋文帝开皇初年，又担任行军总管屯守乙弗泊来访备突厥。突厥数万骑兵来围攻，冯昱力战数日，寡不敌众，最终被敌人所败，死亡逃散数千人，杀敌也不少。其后备边数年，每每作战常获大捷。